# Mexický císař
Mexický císař byl titul panovníků Mexika v letech 1822–1823 a 1864–1867. Císařem Mexika byl nejdříve Augustín I. a později Maxmilián I. Mexický z Habsbursko-lotrinské dynastie. Jak první, tak druhé mexické císařství bylo konstituční dědičnou monarchií podle evropských vzorů. Obě monarchistická období však byla velmi krátká a byla svržena republikánskými převraty. Ačkoliv mexický trůn již v současnosti neexistuje, pretedenti trůnu žijí dodnes; v současnosti je legitimním dědicem trůnu Maximilian von Götzen-Itúrbide (* 1944) z rodu prvního císaře Agustína I. a po něm jeho nejstarší syn Fernando (* 1992).

## První mexické císařství

Agustín de Iturbide

Prvním mexickým císařem byl jako Agustín I. mexický voják a politik Agustín de Iturbide, celým jménem Agustín Cosme Damián de Iturbide y Arámburu (27. září 1783, Morelia, Mexiko – 19. červenec 1824, Padilla, Mexiko). Císařská hodnost byla na rozdíl od "legitimněji" přípustnější královské, zvolena zřejmě proto, aby se zabránilo příslušníkům španělského rodu Bourbonů usednout na trůn jako bývalým (a tím i legitimním) vládcům Mexika resp. místokrálovství Nové Španělsko, protože kdyby k tomu došlo, Mexiko by se stalo opět španělskou državou. Na císařskou hodnost tedy nemohli mít Bourboni žádné nároky. Císařská hodnost byla navíc v té době po vzoru Francie revoluční, i když v Mexiku neměla tradici. Agustínův plný titul tak zněl „Z Prozřetelnosti boží a Národního Kongresu První konstituční císař Mexika“ (španělsky Por la Divina Providencia y por el Congreso de la Nación, Primer Emperador Constitucional de México). 21. července 1822 byl jako Agustín I. korunován hlavou tzv. Prvního Mexického císařství.
Již od počátku však měl císař konflikty s Kongresem, a tak ho Agustín I. nechal 31. října rozpustit. Kongres se proti císaři postavil a velitel veracruzské posádky Antonio López de Santa Anna Agustína svrhl a prohlásil se mexickým prezidentem. Agustín I. abdikoval 19. března 1823 a odešel do evropského exilu, odkud se již po roce vrátil do Mexika, kde byl odsouzen k smrti zastřelením. Císař měl deset dětí, dědicem císařského titulu se tak stal jeho nejstarší syn Agustín Jerónimo de Iturbide y Huarte.

## Druhé mexické císařství

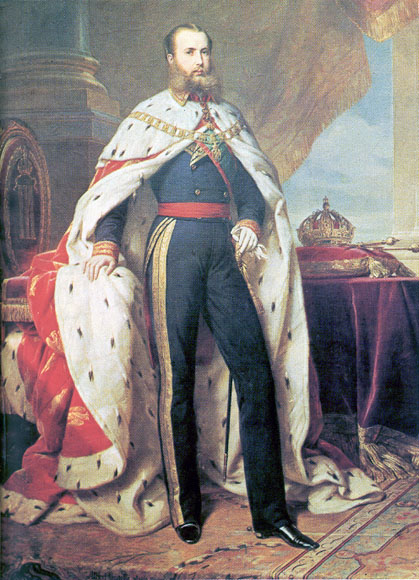
Císař Maxmilián I.

V roce 1861 provedla francouzská expediční vojska invazi do Mexika a svrhla prezidenta Benita Juáreze. Francouzi dosazená junta generála Juana Almonta poté vyhlásila císařství a korunu na nátlak Napoleona III. nabídla liberálnímu Maxmiliánu Habsburskému, který roku 1863 přijal. 9. dubna 1864 podepsal Maxmilián, pod nátlakem Františka Josefa, rodinnou smlouvu, ve které se před svědky vzdal nástupnictví na trůn a 10. dubna 1864, po složení slavnostní přísahy, se stal Maxmiliánem I., císařem mexickým. Maxmiliánovo císařství, které bylo protektorátem Francouzů a kteří bojovali s republikánskými povstalci sesazeného Benita Juáreze, navazovalo na První císařství Agustína I.; císařský pár, který neměl děti, dokonce adoptoval dva vnuky císaře Agustína I., kteří se tak stali následníky trůnu.
Maxmiliánovu monarchii podporovala především konzervativní mexická nobilita a zpočátku i církev; obojí však naráželo na Maxmiliánovy liberální postoje, díky čemuž mnohdy potvrzoval zákony režimu Benita Juáreze, který byl rovněž liberál, čímž se císař dostával se svými stoupenci do konfliktu. Maxmilián nejprve nabídl Juárezovi milost výměnou za kapitulaci, ten však odmítl. Císařský režim tak začal být vůči republikánům stále represivnější, čímž se císař stával stále více nepopulární mezi Mexičany. V polovině 60. let se ve válce začala karta obracet a republikáni přešli do ofenzivy; na nátlak Spojených států a i přípravy války s Pruskem stáhl roku 1866 Napoleon III. expediční sbor z Mexika. Maxmilián v Mexiku zůstal, avšak jeho císařství se začalo rychle hroutit. Císař musel uprchnout z Mexico City do města Querétaro a opevnil se v klášteře de la Cruz. V klášteře de la Cruz císaře a velitele jeho gardy plukovníka Miguela Lópeze obklíčil Juárezův generál Escobena. Navzdory pokusu Maxmiliánových věrných generálů Miguela Miramóna a Tomáse Mejíi osvobodit císaře z obklíčení, padl po dvouměsíčním obléhání kvůli zradě plukovníka Lópeze klášter do rukou republikánům. Maxmilián byl zajat a postaven před válečný soud a počátkem roku 1867 byl republikány zatčen, odsouzen a přes prosby mnoha státníků a osobností byl 19. června 1867 zastřelen.

## Seznam Mexických císařů

### První mexické císařství
- 1822–1823: Agustín I. – sesazen a později popraven vzbouřenci

### Druhé mexické císařství
Dynastie: Habsbursko-Lotrinská
- 1864–1867: Maxmilián I. Mexický – sesazen a popraven republikánskými vzbouřenci

### Pretendenti trůnu
- 1867–1925: Agustín de Iturbide y Green – adoptovaný syn Maxmiliána I., vnuk císaře Agustína I., běžně znám jako Agustín III.
- 1925–1949: Maria Josepha Sophia de Iturbide dcera Salvadora de Iturbide y de Marzána (byl také vnuk císaře Agustína I.).
- 1949–současnost: Maximilian von Götzen-Itúrbide.